# Олексеенко, Владимир Фадеевич
Влади́мир Фаде́евич Олексе́енко (укр. Володимир Тадейович Олексієнко; 13 августа 1918, Ставица, Подольская губерния, ныне Украина — 19 сентября 1995, Киев, Украина) — советский и украинский актёр театра и кино. Заслуженный артист Украинской ССР (1976).

## Биография
В 1948 году окончил студию при Киевском театре имени Ивана Франко. С этого же года — в Житомирском музыкально-драматическом театре имени Ивана Кочерги.
В 1951—1968 годах — в Киевском театре юного зрителя.
В кино с 1959 года.
Член КПСС с 1966 года.
Скончался 19 сентября 1995 года. Похоронен на Байковом кладбище.

## Фильмография

### Актёр
- 1959 — Мальчики — железнодорожник
- 1962 — Молчат только статуи
- 1964 — Повесть о Пташкине — Чаговец
- 1965 — Нет неизвестных солдат — дедушка Маши
- 1968 — Большие хлопоты из-за маленького мальчика — старшина милиции
- 1968 — Белые тучи — Луценко
- 1968 — На заре туманной юности (ТВ) — машинист
- 1969 — Повесть о чекисте — Остапчук
- 1969 — Где 042? — Тимофей Сергеевич Козубенко, директор банка
- 1969 — Адъютант его превосходительства (мини-сериал) — проводник
- 1970 — Назовите ураган «Мария» (ТВ) — Яремчук
- 1970 — Путь к сердцу — Максим Яковлевич
- 1970 — Город первой любви — отец Семёна
- 1970 — Обратной дороги нет — сплавщик на переправе (в титрах — Алексеенко)
- 1970 — Хлеб и соль — дед Дунай
- 1971 — Тронка — Горпищенко, пастух
- 1971 — Всего три недели (ТВ) — Артеменко
- 1971 — Вчера, сегодня и всегда
- 1971 — Лада из страны берендеев (ТВ) — глашатай
- 1971 — Золотые литавры (ТВ)
- 1971 — Захар Беркут — старейшина
- 1971 — Озарение — Шептун
- 1972 — За твою судьбу — Охрим
- 1972 — Пропавшая грамота — Остап
- 1972 — Вера, надежда, любовь (мини-сериал) — пожилой рабочий
- 1973 — Старая крепость (мини-сериал) — отец Петьки Маремухи
- 1973 — Абитуриентка — пасечник
- 1973 — В бой идут одни «старики»
- 1973 — Ни пуха, ни пера!
- 1973 — Как закалялась сталь (ТВ) — Ярошевский
- 1973 — До последней минуты — Поликарп Харитонович, главный редактор
- 1974 — Поцелуй Чаниты — горожанин
- 1974 — Рассказы о Кешке и его друзьях (мини-сериал) — продавец
- 1974 — Гуси-лебеди летят — дед Демьян
- 1975 — Там вдали, за рекой — Захар Черешня
- 1975 — Мои дорогие
- 1975 — Канал — Македон Иванович Здыбай
- 1975 — Такие симпатичные волки (ТВ) — лейтенант милиции
- 1976 — Волшебный круг (ТВ) — почтмейстер Толубеев
- 1976 — Время — московское — бухгалтер
- 1977 — Р. В. С. — дед Захарий
- 1977 — Родные (ТВ)
- 1977 — Солдатки — дед Карпо
- 1977 — Тревожный месяц вересень — Глумский, председатель сельсовета
- 1978 — Путь к Софии (ТВ, СССР-Болгария)
- 1978 — Дипломаты поневоле — дед
- 1979 — Забудьте слово «смерть» — дед Панас
- 1979 — Дачная поездка сержанта Цыбули — дед Карпо
- 1979 — Ждите связного — Тарас Петрович, партизан-связной
- 1979 — Багряные берега — Олекса Данилюк
- 1979 — Подпольный обком действует (ТВ) — Григорий Бодько
- 1980 — Школа (мини-сериал)
- 1980 — Ты должен жить — пан Гжесь
- 1980 — Жду и надеюсь (ТВ) — мужик в Груничах
- 1980 — Тайное голосование — Нестор
- 1982 — Нежность к ревущему зверю (мини-сериал) — Павел Петрович
- 1983 — Счастье Никифора Бубнова — Сиромаха
- 1984 — Климко — дед Штокало
- 1985 — Ради нескольких строчек — дед Настеньки, старый гуцул
- 1985 — Свидание на Млечном пути — старик
- 1985 — На крутизне (мини-сериал)
- 1986 — Премьера в Сосновке (ТВ) — дед Афанасий
- 1987 — Отряд специального назначения (мини-сериал) — сторож
- 1988 — Гибель богов (к/м)
- 1989 — Этюды о Врубеле
- 1990 — Распад — Осип Лукич
- 1990 — Ныне прославися сын человеческий — архимандрит
- 1990 — Посылка для Маргарет Тетчер (к/м) — Герасим Трофимович Кудин
- 1991 — Верный Руслан (История караульной собаки) (ТВ) — батюшка
- 1991 — Изгой — дед, сосед

## Награды
- 1976 — Заслуженный артист Украинской ССР